# Воевода (баллада)
«Воевода» (пол. Czaty, буквальный перевод — «Засада») — баллада польского поэта Адама Мицкевича, опубликованная в 1829 году и переведённая на русский язык Александром Пушкиным в 1834 году.

## Содержание
Главный герой баллады — старый воевода, который ночью возвращается из похода и видит, что у его молодой жены свидание с любовником. Он приказывает слуге застрелить изменницу, но тот вместо этого стреляет в него и убивает на месте.

## Судьба текста
Баллада была впервые опубликована в 1829 году в составе сборника Poezye Adama Mickiewicza. Wydanie nowe pomnożone. В 1834 году в журнале «Библиотека для чтения» вышел поэтический перевод Александра Пушкина, выполненный другим размером, но с сохранением сюжета и образной системы. В подзаголовке Пушкин заменил «украинскую легенду» на «польскую».